# 2048: ノーウェア・トゥ・ラン
『2048：ノーウェア・トゥ・ラン』（2048: NOWHERE TO RUN）は、2017年のアメリカ合衆国のネオ・ノワールSF短編映画である。

## 概要
『ブレードランナー ブラックアウト2022』と『2036: ネクサス・ドーン』と合わせて短編3部作として製作された。映画『ブレードランナー』と映画『ブレードランナー 2049』の間を描いた短編3部作の中でも、時系列的には『2049』の前年を描いた作品にあたる。『2049』の冒頭でブレードランナーのKによって解任されるネクサス8型レプリカント「サッパー・モートン」が本作の主人公となる。
監督は『2036: ネクサス・ドーン』と同じく、リドリー・スコットの息子であるルーク・スコットが務める。

## あらすじ
2036年、ウォレス社が人間に完全に忠実な新型レプリカント、ネクサス9型を発表し、非合法化されていたレプリカントの製造が再開される。用済みとなった旧型のネクサス8型を解任（処分）するため、ロサンゼルス市警察（LAPD）は専任捜査官ブレードランナーの組織を強化する。
2048年、軍隊から逃亡したネクサス8型のサッパー・モートンは素性を隠し、ロサンゼルス郊外の農場で蛋白源となる線形動物を養殖している。ある日、市場に出向いたサッパーは、顔なじみの露店の少女アイラに小説『権力と栄光（The Power and the Glory）』をプレゼントする。その後、収穫物を店に仕入れるが、店主に1000ドル値切られてしまう。
店から出ると、アイラと母親がチンピラたちに絡まれていた。カッとなったサッパーは、レプリカント本来の戦闘力を発揮し、男たちを滅多打ちにする。我に返ると辺りは惨状と化し、アイラは恐怖の表情を浮かべていた。サッパーは慌ててその場を立ち去る。彼がカバンから落とした書類を拾った男が何処かへ電話をかけ、「スキンジョブ（レプリカントの蔑称）をみつけた。住所もわかる」と密告する。

## スタッフ
- 監督：ルーク・スコット（英語版）
- 脚本：ハンプトン・ファンチャー、マイケル・グリーン、ルーク・スコット
- 撮影：ピエール・ギル

## キャスト
- サッパー・モートン - デイヴ・バウティスタ
- ソルト - ジェラルド・ミラー
- アイラ - ガイア・オットマン
- 母親 - オリオン・ベン
- 見物人 - ビョルン・フライベルグ
- 店の客  - アダム・サヴェッジ